# Lydipta
Lydipta is een kevergeslacht uit de familie van de boktorren (Cerambycidae). De wetenschappelijke naam van het geslacht werd voor het eerst geldig gepubliceerd in 1868 door Thomson.

## Soorten
Lydipta omvat de volgende soorten:
- Lydipta conspersa (Aurivillius, 1922)
- Lydipta humeralis Martins & Galileo, 1995
- Lydipta pumilio Thomson, 1868
- Lydipta senicula (Bates, 1865)